# Processador de text

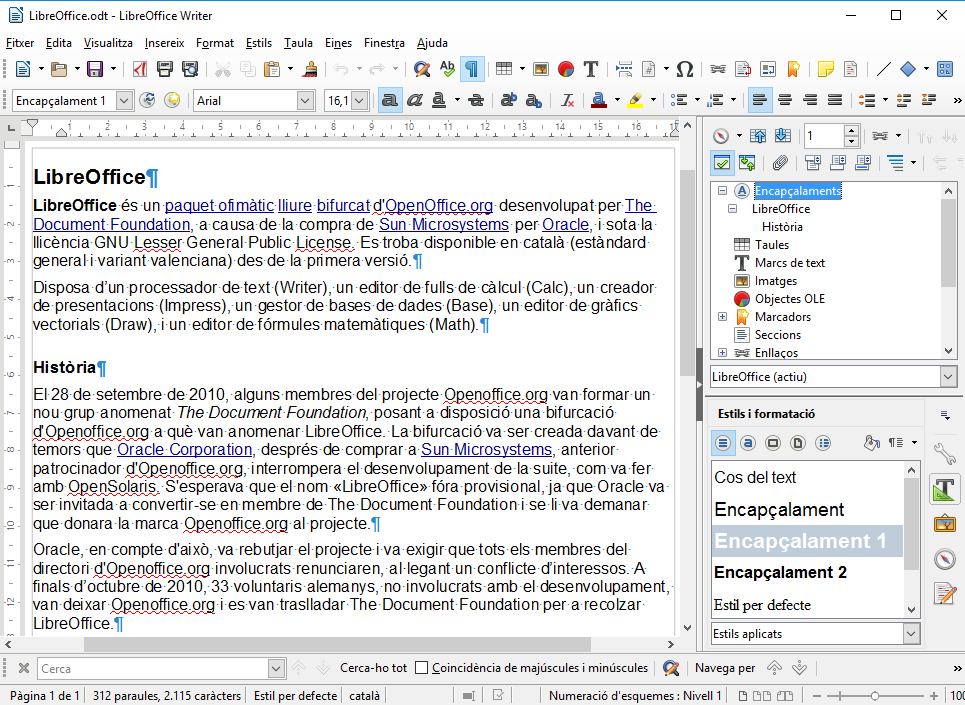
Aspecte d'un processador de text (LibreOffice Writer) amb text de diferents mides, enllaços, etc.

Un processador de text és una aplicació informàtica que es fa servir per a la producció (incloent-hi la composició, edició, format, i possiblement impressió i indexació) i, fins i tot, autoedició de qualsevol mena de text.
Es distingeixen dels editors de texts en el fet que els processadors poden gestionar text amb format, imatges, taules i altres elements que acompanyen un document de text, mentre que els editors només gestionen text pla.
És l'actual substitut de les màquines d'escriure, tot i que amb major capacitat, ja que es poden incloure imatges i mesclar dades. També són coneguts com a processadors de paraules (de la traducció directa de l'anglès).
Hi ha una gran quantitat de programes, des de molt senzills a completament especialitzats. Es poden dividir en dos grups: WYSIWYG: el que veus és el que obtens (en anglès what you see is what you get): com l'Abiword, Microsoft Word, LibreOffice Writer, Apache OpenOffice Writer, Wordperfect, KWord o aquells editors per només el contingut i l'escriptura com LyX.

## Antecedents
Els processadors de text no es van desenvolupar a partir de la tecnologia informàtica. Més aviat, van evolucionar a partir de màquines mecàniques i només més tard es van fusionar amb el camp de la informàtica. La història del processament de text és la història de l'automatització gradual dels aspectes físics de l'escriptura i l'edició, i després del refinament de la tecnologia per posar-la a la disposició de corporacions i individus.
El terme processament de text va aparèixer a les oficines nord-americanes a principis de la dècada del 1970 i es va centrar en la idea de simplificar el treball per als mecanògrafs, però el significat aviat va canviar cap a l'automatització de tot el cicle d'edició.
Al principi, els dissenyadors de sistemes de processament de text van combinar tecnologies existents amb les emergents per desenvolupar equips independents, creant un nou negoci diferent del món emergent de l'ordinador personal. El concepte de processament de texts va sorgir del processament de dades més general, que des de la dècada de 1950 havia estat l'aplicació dels ordinadors a l'administració d'empreses.
Al llarg de la història, hi ha hagut 3 tipus de processadors de text: mecànics, electrònics i de programari.

### Processament mecànic de textos
El primer dispositiu de processament de textos (una Màquina per a la transcripció de lletres que sembla ser semblant a una màquina d'escriure) va ser patentat per Henry Mill per a una màquina que era capaç d'escriure amb tanta claredat i precisió que no es podia distingir d'una impremta. Més d'un segle després, va aparèixer una altra patent a nom de William Austin Burt per al tipògraf. A finals del segle xix, Christopher Latham Sholes van crear la primera màquina d'escriure reconeixible tot i que era de gran mida, que va ser descrit com un piano literari.
L'únic processament de texts que podien realitzar aquests sistemes mecànics era canviar on apareixien les lletres a la pàgina, omplir els espais que abans quedaven a la pàgina o saltar-se les línies. No va ser fins dècades més tard que la introducció de l'electricitat i l'electrònica a les màquines d'escriure va començar a ajudar l'escriptor amb la part mecànica. El terme «processament de textos» (traduït de la paraula alemanya Textverarbeitung) va ser creat a la dècada de 1950 per Ulrich Steinhilper, un executiu alemany de vendes de màquines d'escriure d'IBM. No obstant això, no va aparèixer a la gestió d'oficines ni a la literatura informàtica dels anys 60 (un exemple de literatura grisa), encara que moltes de les idees, productes i tecnologies a les quals s'aplicaria més tard ja eren ben conegudes. Tanmateix, el 1971 el terme va ser reconegut pel New York Times com un negoci «paraula de moda». El processament de textos va ser paral·lel al «processament de dades» més general o l'aplicació d'ordinadors a l'administració d'empreses.
Així, el 1972, la discussió sobre el processament de textos era habitual a les publicacions dedicades a la gestió i tecnologia d'oficines empresarials, i a mitjans dels anys setanta el terme hauria estat familiar per a qualsevol director d'oficina que consultés publicacions periòdiques empresarials.

### Tractament de textos electromecànic i electrònic
A finals de la dècada de 1960, IBM havia desenvolupat l'IBM MT/ST (cinta magnètica/màquina d'escriure elèctrica). Aquest era un model de la màquina d'escriure IBM Selectric de la primera part d'aquesta dècada, però es va incorporar al seu propi escriptori, integrat amb instal·lacions de gravació i reproducció de cinta magnètica juntament amb controls i un banc de relés elèctrics. L'ajustament de paraules automatitzat MT/ST, però no tenia pantalla. Aquest dispositiu permetia a un usuari reescriure el text que s'havia escrit en una altra cinta, i també permetia una col·laboració limitada en el sentit que un usuari podia enviar la cinta a una altra persona per permetre'ls editar el document o fer-ne una còpia. Va ser una revolució per a la indústria del processament de textos. El 1969, les cintes van ser substituïdes per targetes magnètiques. Aquestes targetes de memòria es van inserir en un dispositiu addicional que acompanyava el MT/ST, capaç de llegir i gravar el treball dels usuaris.
A principis de la dècada de 1970, el processament de textos va començar a canviar lentament de les màquines d'escriure glorificades augmentades amb funcions electròniques per convertir-se completament en ordinadors (encara que només amb maquinari d'un sol propòsit) amb el desenvolupament de diverses innovacions. Just abans de l'arribada de l'ordinador personal (PC), IBM va desenvolupar el disquet. A principis de la dècada de 1970, van aparèixer els primers sistemes de processament de textos que van permetre visualitzar i editar documents en pantalles CRTs.
Durant aquesta època, aquests primers sistemes de processament de textos autònoms van ser dissenyats, construïts i comercialitzats per diverses empreses pioneres. Linolex Systems va ser fundada l'any 1970 per James Lincoln i Robert Oleksiak. Linolex va basar la seva tecnologia en microprocessadors, disquets i programari. Era un sistema informàtic per a la seva aplicació en negocis de processament de textos i venia sistemes a través de la seva pròpia força de vendes. Amb una base de sistemes instal·lats en més de 500 llocs, Linolex Systems va vendre 3 milions d'unitats el 1975, un any abans que l'ordinador Apple fos llançat.
En aquell moment, la Corporació Lexitron també va produir una sèrie de microordinadors de processament de textos dedicats. Lexitron va ser el primer a utilitzar una pantalla de visualització de vídeo de mida completa (CRT) en els seus models el 1978. Lexitron també va fer servir disquets de 5¼ polzades, que es van convertir en l'estàndard en el camp dels ordinadors personals. El disc del programa s'ha inserit en una unitat i el sistema es va iniciar. A continuació, el disquet de dades es va posar a la segona unitat. El sistema operatiu i el programa de processament de textos es van combinar en un sol fitxer.
Un altre dels primers a adoptar el processament de textos va ser Vydec, que va crear el 1973 el primer processador de text modern, el «Sistema de processament de textos Vydec». Tenia múltiples funcions integrades, com ara la possibilitat de compartir contingut mitjançant disquet i imprimir-lo. El sistema de processament de textos Vydec es va vendre en aquell moment per 12.000 dòlars (uns 60.000 dòlars ajustats per l'inflació).
La Redactron Corporation (organitzada per Evelyn Berezin el 1969) va dissenyar i fabricar sistemes d'edició, incloent-hi màquines d'escriure de correcció/edició, unitats de casset i targetes, i finalment un processador de textos anomenat Secretari de Dades. La Burroughs Corporation va adquirir Redactron el 1976.
Un sistema basat en CRT de Wang Laboratories es va convertir en un dels sistemes més populars dels anys setanta i principis dels vuitanta. El sistema Wang mostrava text en una pantalla CRT i incorporava pràcticament totes les característiques fonamentals dels processadors de textos tal com es coneixen avui dia. Tot i que els primers processadors de textos informatitzats sovint eren cars i difícils d'utilitzar (és a dir, com els mainframes dels ordinadors dels anys seixanta), el sistema Wang era una autèntica màquina d'oficina, assequible per a organitzacions com ara despatxos d'advocats de mida mitjana i fàcil de dominar i gestionat per personal de secretaria.
La frase «processador de textos» va arribar ràpidament a referir-se a màquines basades en CRT similars a les de Wang. Van sorgir nombroses màquines d'aquest tipus, comercialitzades habitualment amb equips d'oficina tradicionals a empreses com IBM, Lanier (màquines de dades AES – re-insígnia), CPT i NBI. Tots eren sistemes especialitzats, dedicats i propietaris, amb preus al voltant dels 10.000 dòlars. Els ordinadors personals barats de propòsit general encara eren domini dels aficionats.

## Programari de processament de textos

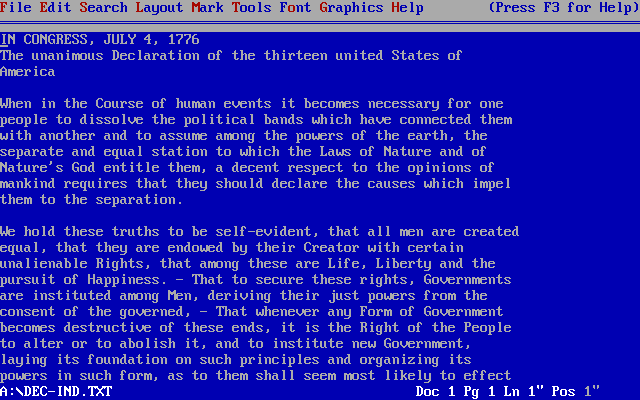
Wordperfect 5.1 per DOS

El darrer pas en el processament de textos va arribar amb l'aparició de l'ordinador personal a finals dels anys setanta i vuitanta i amb la posterior creació del programari de processament de textos. Es va desenvolupar un programari de processament de textos que crearia una producció molt més complexa i capaç i els preus van començar a baixar, fent-los més accessibles al públic. A finals de la dècada de 1970, els processadors de textos informatitzats encara eren utilitzats principalment pels empleats que escrivien documents per a empreses grans i mitjanes (per exemple, despatxos d'advocats i diaris). En pocs anys, la caiguda dels preus dels ordinadors va fer que el processament de textos estigués disponible per primera vegada per a tots els escriptors a la comoditat de casa seva.
El primer programa de processament de textos per a ordinadors personals (microordinadors) va ser Electric Pencil, de Michael Shrayer Software, que es va posar a la venda el desembre de 1976. El 1978 va aparèixer WordStar i a causa de les seves moltes novetats, aviat van dominar el mercat. Tanmateix, WordStar es va escriure per al sistema operatiu CP/M (Programa de control–Micro) primerenc, i quan es va reescriure per al nou MS-DOS (Sistema operatiu de disc de Microsoft), ja era obsolet. WordPerfect i el seu competidor Microsoft Word el van substituir com els principals programes de processament de textos durant l'era MS-DOS, tot i que hi havia programes de menys èxit com XyWrite.
La majoria dels primers programaris de processament de textos requerien que els usuaris memoritzessin combinacions de tecles semimnemotècniques en lloc de prémer tecles com “còpia” o “negreta”. A més, CP/M no tenia tecles de cursor; per exemple, WordStar va utilitzar el “diamant” centrat en E-S-D-X per a la navegació del cursor. No obstant això, les diferències de preu entre els processadors de textos dedicats i els ordinadors de propòsit general, i el valor afegit a aquests últims per programari com ara aplicacions de fulls de càlcul “aplicació assassina”, p. VisiCalc i Lotus 1-2-3 eren tan convincents que els ordinadors personals i el programari de processament de textos es van convertir en una seriosa competència per a les màquines dedicades i aviat van dominar el mercat.
Després, a finals de la dècada de 1980, innovacions com l'aparició de les impressores làser, un enfocament “tipogràfic” del processament de textos (WYSIWYG - All You See Is What You Get), fent servir visualitzacions de mapa de bits amb múltiples lletres (iniciat per l'ordinador Xerox Alto i el programa de processament de textos Bravo), i interfícies gràfiques d'usuari com ara «copiar i enganxar» (una altra innovació de Xerox PARC, amb el processador de textos Gypsy). Aquests van ser popularitzats per MacWrite a l'Apple Macintosh el 1983, i Microsoft Word a l'IBM PC el 1984. Aquests van ser probablement els primers processadors de textos WYSIWYG veritables que es van donar a conèixer per molta gent.
També és d'interès particular l'estandardització de les famílies tipogràfiques TrueType utilitzats tant en ordinadors Macintosh com Windows. Tot i que els editors dels sistemes operatius proporcionen tipus de lletra TrueType, en gran part es recullen de famílies tipogràfiques tradicionals convertides per editorials en tipus de lletra més petites per replicar tipus de lletra estàndard. Es va produir una demanda de fonts noves i interessants, que es poden trobar lliures de restriccions de drets d'autor o encarregades als dissenyadors de fonts.
La creixent popularitat del sistema operatiu Windows a la dècada de 1990 més tard va portar a fer-se popular a Microsoft Word juntament amb ell. Originalment anomenat «Microsoft Multi-Tool Word», aquest programa es va convertir ràpidament en un sinònim de «processador de textos».

## Funcions
Els processadors de textos brinden una àmplia gamma de funcionalitats, ja siguin tipogràfiques, semàntiques, organitzatives i estètiques; aquestes amb variants segons el programa informàtic de què es disposi.
Com passa amb la majoria de les eines informàtiques, els treballs realitzats en un processador de textos poden ser guardats en forma d'arxius, usualment anomenats documents, així com impresos a través de diferents mitjans.
Els processadors de text també incorporen correctors d'ortografia i gramàtica, així com diccionaris multilingües i de sinònims o tesaures, que faciliten en gran manera la tasca de redacció.
Les funcions que ofereix un processador de paraules són:
- Facilitat per escriure text.
- Afegir, esborrar o moure paraules, oracions o seccions completes de text.
- Correcció d'errades.
- Canvi de l'aspecte del text.
- Impressió del contingut.
- Capacitat d'emmagatzematge permanent d'informació.

## Tipus

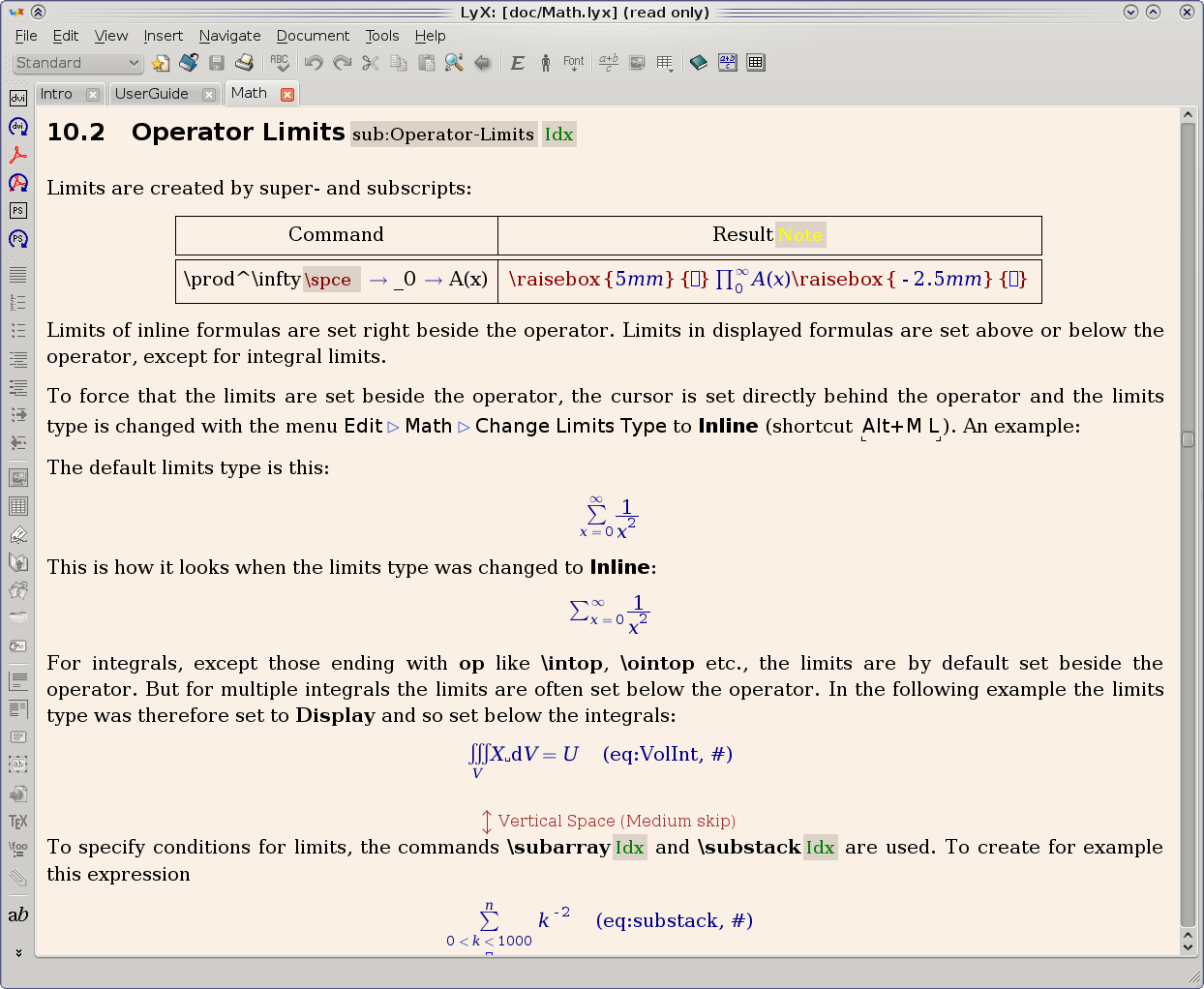
Captura de pantalla de LyX amb diversos documents oberts.

La majoria dels processadors de text més utilitzats actualment es basen en el concepte WYSIWYG (de l'anglès What You See Is What You Get, que significa 'el que veus és el que tens'), on l'aspecte final del document és el que l'usuari veu mentre l'edita. Aquest tipus de programes fan servir formats de fitxer propis o estàndards, com ara OpenDocument (.odt) o Office Open XML (.docx). Alguns processadors de text força reconeguts que pertanyen a aquesta categoria són Apache OpenOffice Writer, AbiWord, KWord, LibreOffice Writer, el més usat és Microsoft Word.
Una aproximació diferent de l'edició de textos és la que fan els editors de TeX (i els seus derivats com a LaTeX), (text pla) que és processat per crear arxius de text amb format en forma d'un fitxer d'impressió, com ara PDF o PostScript. Entre aquest tipus de programes es troben Kile, Texmaker, TeXstudio, TeXworks, entre d'altres.
Un altre tipus són els processadors WYSIWYM (de l'anglès What You See Is What You Mean, que significa 'el que veus és el que vols dir'). Aquests integren les característiques dels editors de TeX amb les característiques dels processadors WYSIWYG. Dins aquesta categoria es destaca el programa LyX.